# Aquaduct en molens van Barbegal

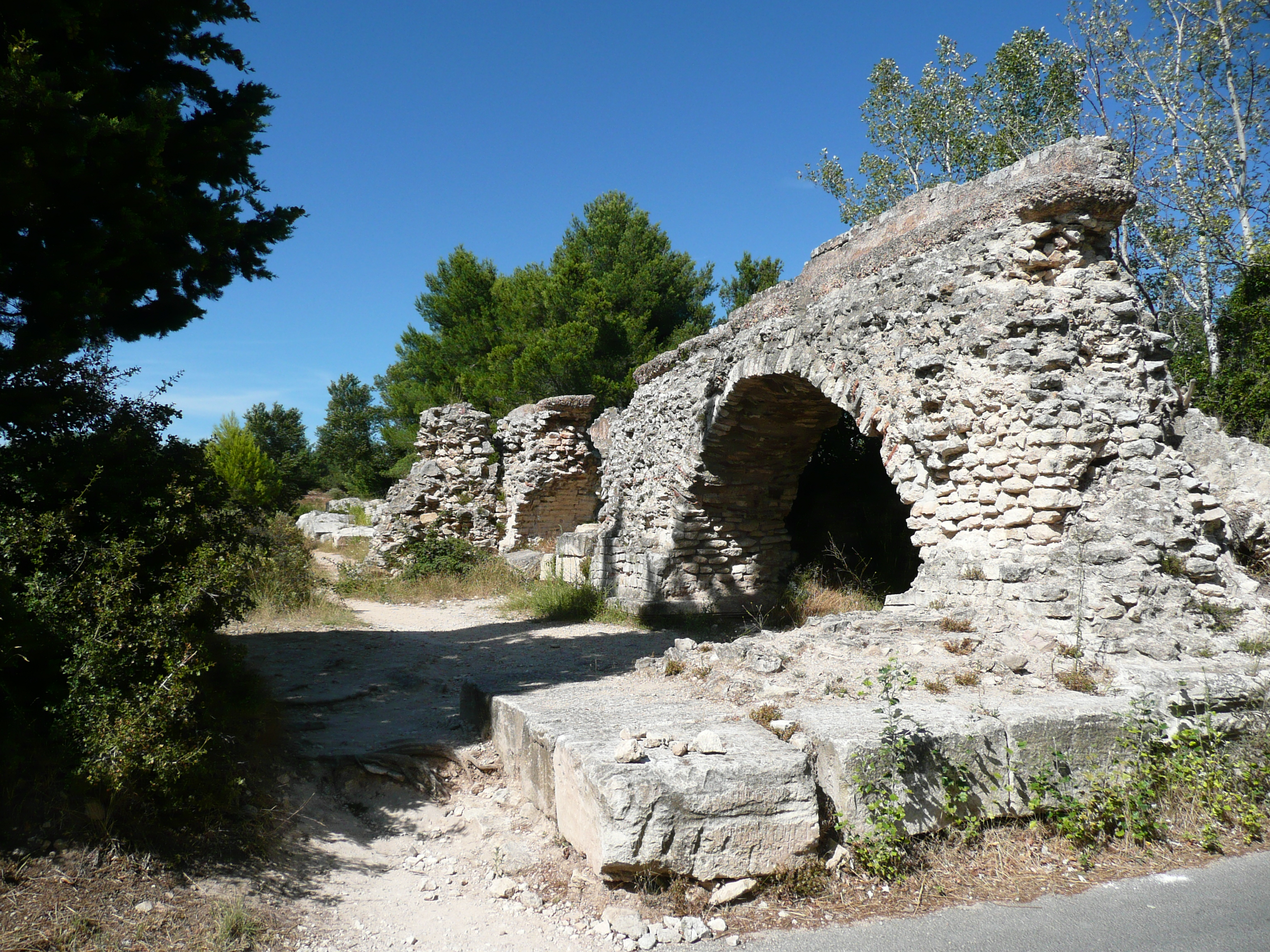
Aquaduct

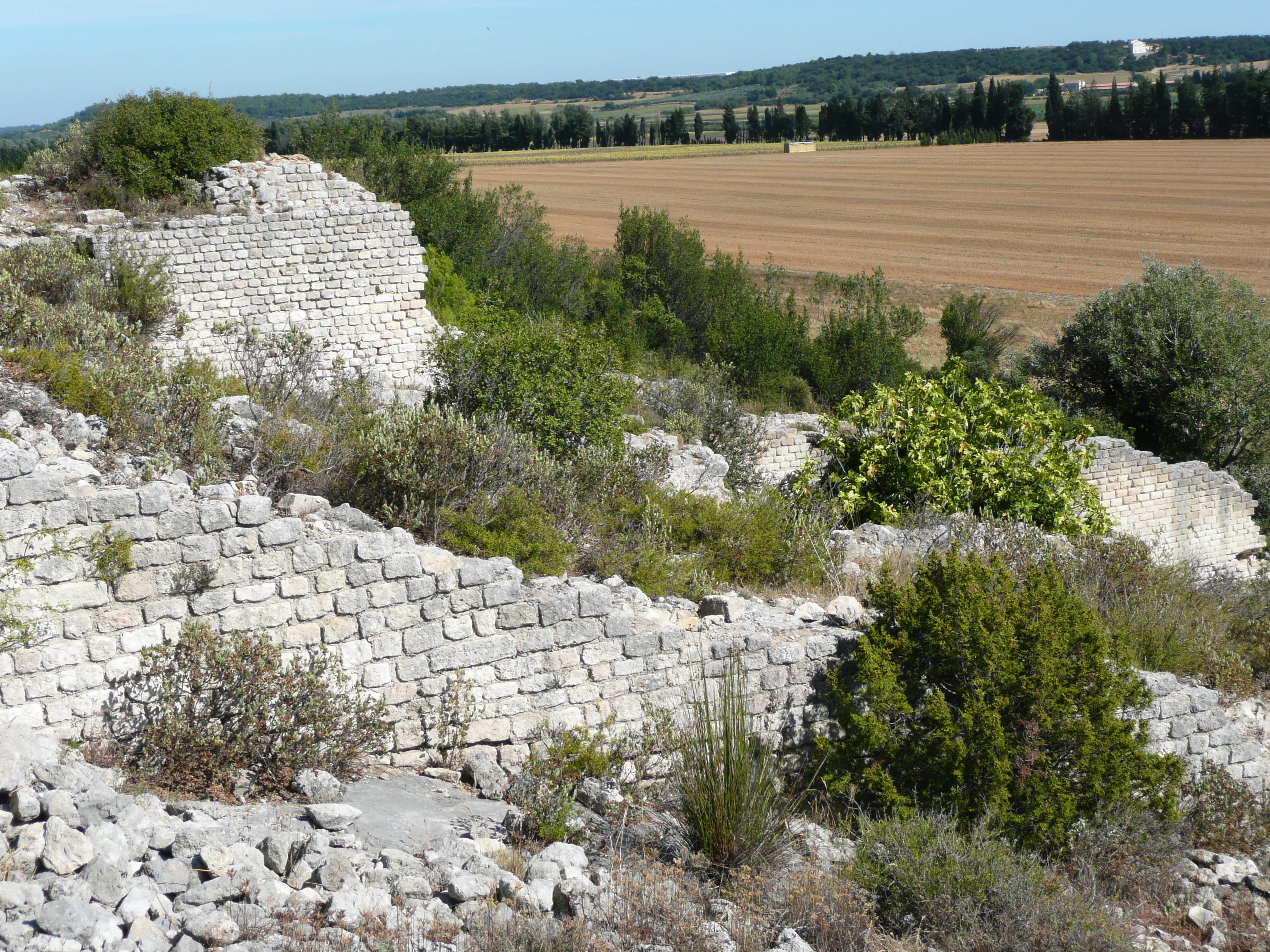
Restanten molen

Het aquaduct en de molens van Barbegal is een watermolencomplex in de Franse gemeente Fontvieille nabij Arles. Het Romeinse complex uit de 2e eeuw n.Chr. vormde de grootste industriële site voor meelproductie in de antieke wereld. Het telde zestien molens in een patroon van twee rijen. Het water werd aangevoerd vanuit de Alpilles over twee aquaducten, één noordelijke van 50 km en één zuidelijke van 15 km. Beide aquaducten kwamen samen in Barbegal. Achter de molens liep het aquaduct van Pont-de-Crau, zodat ook de stad Arles van water voorzien was. 
De site werd in de jaren 1930-1940 opgegraven door Fernand Benoit. Hij identificeerde het complex als een hydraulische meelfabriek. Sommige van zijn conclusies zijn ondertussen achterhaald. Zo neemt men nu aan dat het complex teruggaat tot de regeerperiode van Trajanus, en niet tot de late 3e eeuw zoals eerst gedacht. Ook de productieramingen werden fundamenteel herzien: aanvankelijke schattingen kwamen uit op 4,5 ton meel per dag, maar volgens latere berekeningen moet het veel meer zijn geweest (tot 25 ton). Dit was meer dan genoeg om het lokale verbruik te dekken en nog overschot te hebben voor export (met name voor de in Gallië gelegerde legioenen). Een vergelijkbaar complex - nu grotendeels verdwenen - bevond zich bij de Janiculum in Rome. Ook bij Caesarea (op de Crocodilus) en Simitthus (op de Medjerda) bestonden parallelle watermolens, maar nergens in het rijk werd de schaal van Barbegal geëvenaard.
Het molencomplex bleef in gebruik tot rond het einde van de oudheid.